# Loch Einich
Loch Einich ist ein Süßwassersee in den schottischen Highlands. Er liegt in einem vollkommen unbewohnten Hochtal in den Cairngorm Mountains etwa 14 km südlich von Aviemore. Loch Einich ist circa 1,9 km lang und bis zu 500 m breit. Der See liegt auf einer Höhe von gut 400 m eingebettet zwischen den jeweils über 1000 m hohen Bergen Sgòr Gaoith und Braeriach. Die größte Tiefe des Sees beträgt circa 40 m.
Loch Einich erhält sein Wasser über mehrere Bäche aus den umliegenden Bergen und entwässert an seinem Nordende in den Am Beanald, welcher über den River Druie letztlich in den River Spey mündet. Der See wird von keiner Straße erschlossen – er ist nur über einen nicht asphaltierten Weg durch den Gleann Einich zu erreichen. Die Tour aus dem Speytal zum Loch Einich gilt als interessante Strecke für Mountainbiker. Der See ist außerdem ein Angelrevier, in dem Seesaiblinge und Seeforellen gefangen werden können. 